# 国税専門官
国税専門官（こくぜいせんもんかん）とは、税務署、国税局及び国税庁において、税務行政を執行する国家公務員のうち、大学卒業程度採用（国家II種相当）に当たる職員を指す。

## 職種
国税専門官は、所得税、法人税、相続税などの直接国税及び消費税、酒税などの間接国税についての取り扱いを行い以下の3種からなる。
- 国税調査官

納税者から提出された確定申告書などに基づき、申告、納税が適正に行われたか調査を行う。
- 国税徴収官

滞納された税金の徴収を行う。
- 国税査察官

国税通則法に基づき、裁判所からの令状によって強制調査を行い、犯罪について検察官に脱税犯として告発を行う。

## 国税専門官採用試験
| 年度   | １位         | ２位                         | ３位                       | ４位                       | ５位                           | ６位                           | ７位                                     | ８位                                       | ９位                                             | １０位                       |
| ------ | ------------ | ---------------------------- | -------------------------- | -------------------------- | ------------------------------ | ------------------------------ | ---------------------------------------- | ------------------------------------------ | ------------------------------------------------ | ---------------------------- |
| 2016年 | 中央大学30名 | 広島大学23名、立命館大学23名 | -                          | 同志社大学22名             | 金沢大学18名、関西学院大学18名 | -                              | 中京大学16名                             | 北九州市立大学15名、関西大学15名           | -                                                | 新潟大学14名                 |
| 2017年 | 中京大学30名 | 中央大学23名                 | 立命館大学20名             | 早稲田大学19名             | 広島大学18名、同志社大学18名   | -                              | 関西学院大学15名                         | 名城大学13名                               | 金沢大学12名、大阪市立大学12名、西南学院大学12名 | -                            |
| 2018年 | 中央大学36名 | 中京大学34名                 | 立命館大学23名             | 関西大学20名               | 新潟大学18名                   | 金沢大学17名、専修大学17名     | -                                        | 同志社大学15名、法政大学15名、明治大学15名 | -                                                | -                            |
| 2019年 | 中央大学38名 | 中京大学30名                 | 明治大学27名               | 立命館大学22名             | 関西大学21名                   | 金沢大学20名                   | 専修大学19名                             | 関西学院大学17名                           | 新潟大学16名、愛知大学16名                       | -                            |
| 2020年 | 中央大学38名 | 中京大学34名                 | 関西学院大学31名           | 愛知大学27名、専修大学27名 | -                              | 新潟大学22名                   | 西南学院大学21名、同志社大学21名         | -                                          | 金沢大学19名                                     | 立命館大学17名、龍谷大学17名 |
| 2021年 | 専修大学41名 | 立命館大学33名               | 愛知大学31名、関西大学31名 | -                          | 龍谷大学30名                   | 関西学院大学27名、中央大学27名 | -                                        | 明治大学25名                               | 同志社大学23名、法政大学23名                     |                              |
| 2022年 | 中央大学38名 | 専修大学34名、立命館大学34名 | -                          | 中京大学30名               | 関西大学28名、関西学院大学28名 | -                              | 同志社大学22名                           | 法政大学19名、北海学園大学19名             | -                                                | 新潟大学18名                 |
| 2023年 | 日本大学79名 | 専修大学47名                 | 中央大学40名               | 立命館大学35名             | 中京大学33名                   | 関西学院大学32名               | 愛知大学27名、法政大学27名               | -                                          | 関西大学26名                                     | 明治大学22名                 |
| 2024年 | 日本大学67名 | 専修大学25名、立命館大学25名 | -                          | 中央大学20名               | 関西学院大学17名               | 明治大学16名                   | 関西大学15名、東洋大学15名、法政大学15名 | -                                          | -                                                | 広島大学13名、愛知大学13名   |

| 年度                 | 申込者   | 合格者 | 倍率   |
| -------------------- | -------- | ------ | ------ |
| 1993年（平成5年度）  | 9,912人  | 795人  | 12.5倍 |
| 1999年（平成11年度） | 10,851人 | 683人  | 15.9倍 |
| 2000年（平成12年度） | 14,283人 | 659人  | 21.7倍 |

| 年度   | 受験者数 | 合格者  | 倍率  |
| ------ | -------- | ------- | ----- |
| 2022年 | 11,098人 | 4,106人 | 2.7倍 |
| 2021年 | 9,733人  | 4,193人 | 2.3倍 |

- 全国各地の国税局（地方支分部局）の所在地にある国立大学を中心として、国立大学、公立大学からの採用者が多い。
- 私立大学は霞が関付近にある日本大学、専修大学、中央大学、明治大学、法政大学等からの採用者が多い。
- 財務省（国税庁）には出身大学別の校友会があり、事例としては大蔵国税三田会等があげられる[10]。
- 早稲田大学等採用ターゲット校を中心に、大学内で業務説明会等の周知広報活動がなされている。早稲田大学へは東京国税局長が直接出向いて講演することも行われている[11]。「参加した同大学商学部・法学部の学生は熱心に聞き入った。」[11]とある等、対象となる学生層をきめ細かく絞り込んでいる。早稲田出身の著名人には山村紅葉がいる。
- 法学部は、明治以降五大法律学校（現：専修大学（又は日本大学）、明治大学、法政大学、早稲田大学、中央大学）が租税法研究の中核をなすことから、多くの税法専門家を輩出してきた。九大法律学校（慶應義塾大学、東京大学他）の卒業生も目立つ。

| 法律学校     | 東京帝国大学 | 東京法学校 | 専修学校 | 明治法律学校 | 東京専門学校 | 英吉利法律学校 | 獨逸学協会学校専修科 | 日本法律学校 | 慶應義塾大学部 |
| ------------ | ------------ | ---------- | -------- | ------------ | ------------ | -------------- | -------------------- | ------------ | -------------- |
| 現在の大学名 | 東京大学     | 法政大学   | 専修大学 | 明治大学     | 早稲田大学   | 中央大学       | 廃止                 | 日本大学     | 慶應義塾大学   |

早慶日大などの伝統校では、法学部以外でも租税法研究を行ってきた。事例として、日本大学経済学部では昭和期には経済学部税法研究所を擁し、令和の現在では税理士試験の院免除の実績校として、教員に多くの元国税局長を配している。
- 専科研修の講義科目と教材と試験問題は公開されている。講義の進度は速く、教材の分量は多く、講義内容は高度な学術水準である。商業高校や商学部等を卒業(既習)していない場合は、公認会計士試験の受験勉強が役に立つ。会計学を専攻してない未履修者が学問としての会計学を知るため(未修対策)には、専科研修前にあらかじめ慶應義塾大学通信教育課程等へ学士入学して会計学を学ぶこと等が挙げられる。現在では、国税専門官の出身母体は多様化し、一般大卒の他に、会計大学院修了者、法科大学院修了者も国税専門官となっている。修了試験の成績等で同期の出世の序列(ハンモックナンバー)が付けられる。海上自衛隊と同様、学業成績は参考程度であり、昇進のためにはその後の職務実績（能力主義）を重視する実力社会（競争社会）である[13]。
- 受験資格では大学名や学部による制限は無く、通信制大学（放送大学、早稲田大学や慶應義塾大学通信教育課程等）や夜学でも受験でき、さんきゅう倉田（日本大学理工学部建築学科卒）のように私立の理系学部出身者も合格している。
- 普通科(高卒程度の税務職員採用)と異なり、専門官基礎研修の期間が短いため、あらかじめ簿記２級を取得していることが望ましい。なぜなら商業高校を卒業した普通科の者は18歳時点で簿記２級を取得していることが見受けられるからである。商業高校や商学部等を卒業した優秀な者は簿記委員等をし、集団の中でリーダーシップをとり、頭角を現す。余力が有る者は専科研修で用いられる市販の基本書等を学ぶ。また、税法が高度化しているため、法学部卒業生以外の者は法学について常に自学自習(放送大学や慶應義塾大学通信教育課程学士入学等)に努める。
- 2021年度の最終合格者数は4,193人であったが、採用予定者数は1,500人である。慶應義塾大学（慶應義塾夜間法律科）の流れを汲む専修大学(計理の専修)等は100人単位で最終合格者を輩出している[14]。国家有為な将来ある青年層は、引く手数多な為、他省庁等との争奪戦となる。それ故、最終合格者数はあらかじめ多めに設定されている点に留意を要する。国税は、国税への理解を深める目的で、大学へ税務講演の講師等を派遣している。卒業生が国税から講演を行っている事例もある。

## 研修
国税専門官は国税専門官採用試験に合格後、各国税局に財務事務官（財務省職員）として採用され、税務大学校和光校舎（埼玉県和光市）において約3か月間の専門官基礎研修を受講する。基礎研修では税法、会計学等、税務職員として必要な知識、教養及び技能等を学習する。専門官基礎研修修了後は、税務大学校の成績等に基づき財務省、国税庁、国税局、各税務署に配属され、調査及び滞納処分等の事務に従事する。
その後、約3年間の実務経験を経て、再び税務大学校和光校舎において約7か月間の専科研修を受講し、税法及び会計学等を受講する。専科研修は税理士法に定める指定研修であり、試験に合格しないと税理士試験の免除は受けられない。
専科研修修了後、税務大学校の成績等に基づき財務省、国税庁、国税局、各税務署に再び配属、採用後3年10か月を経て主任クラスにあたる国税調査官・徴収官等の肩書きが与えられる。その後も、本人の希望、成績、職務上の適性により国税局、国税庁、財務省、他省庁等への出向も行われる。

### キャリアパス
|  |  |  |  |  |  |  |  |  |  |  |  |                                         |                                         |                                         |                                         |                                         |                                         |  |  | 税務大学校 |  |  |  |  |  |  |  |                                           |                                           |                                           |                                           |                                           |                                           |  |  |  |  |  |  |  |  |  |  |  |  |  |  |
|  |  |  |  |  |  |  |  |  |  |  |  |                                         |                                         |                                         |                                         |                                         |                                         |  |  |            |  |  |  |  |  |  |  |                                           |                                           |                                           |                                           |                                           |                                           |  |  |  |  |  |  |  |  |  |  |  |  |  |  |
|  |  |  |  |  |  |  |  |  |  |  |  |                                         |                                         |                                         |                                         |                                         |                                         |  |  |            |  |  |  |  |  |  |  |                                           |                                           |                                           |                                           |                                           |                                           |  |  |  |  |  |  |  |  |  |  |  |  |  |  |
|  |  |  |  |  |  |  |  |  |  |  |  | 国税従事者 財務省主税局、国税庁等へ配属 | 国税従事者 財務省主税局、国税庁等へ配属 | 国税従事者 財務省主税局、国税庁等へ配属 | 国税従事者 財務省主税局、国税庁等へ配属 | 国税従事者 財務省主税局、国税庁等へ配属 | 国税従事者 財務省主税局、国税庁等へ配属 |  |  |            |  |  |  |  |  |  |  | その他 財務省理財局、他省庁（文部教官）等 | その他 財務省理財局、他省庁（文部教官）等 | その他 財務省理財局、他省庁（文部教官）等 | その他 財務省理財局、他省庁（文部教官）等 | その他 財務省理財局、他省庁（文部教官）等 | その他 財務省理財局、他省庁（文部教官）等 |  |  |  |  |  |  |  |  |  |  |  |  |  |  |

大多数の者は内国税に関する調査若しくは検査又は内国税の賦課及び徴収の業務に従事することになる。実務家としての職務実績に応じて昇進を重ねる。国税の職場において真価を発揮し、国税局長等を目指して立身出世する。
税務大学校の研修成績が特に良い者等は国税以外の分野へも勤務できる。理財局等に配属される。理財局に配属された者は財務局長を目指す。東京国税局入局者の事例として、2020年四国財務局長（中央大学商学部卒）、2021年九州財務局長（専修大学商学部卒）等が挙げられる。他省庁等（国外含む）へ多くのポストを有し、職務実績の優秀な者が数多く出向している。旧帝国大学教授（文部教官）にもなれる。
また、本人の希望及び選考試験により、税務大学校で専攻科（5か月）、国際科（5か月）といった長期研修を受講することができる。本科又は専科の卒業生等の中から選考された職員が研究科（研修期間は1年3か月又は2年3か月）に研究員として選考される。
研究科に選抜された者等から特に優秀な者が出世し、やがて全国11国税局のうちの東京局、大阪局等の有力局以外の国税局の局長になりうる。実務上は国家公務員採用総合職試験（院卒者試験・大卒程度試験）で採用された旧帝国大学や早慶等を卒業したキャリア官僚が国税庁及び国税局の主要ポストのほとんどを占める。これらの者の中には慶應義塾大学等の教員になる者もいる。したがって、現実的には国税局内のうち極一部の部長ポスト（東京国税局調査第三部長等）か、国税局部長待遇に相当する最大規模署（五大署）署長等を最終職歴と目指して、普通科本科研修組の第一選抜集団と出世競争をすることになる。税務署課長クラス（国税局では課長補佐級に該当）へのポスト発令は、第1選抜の発令を時期で比較すれば国税専門官採用者の方が高卒採用者よりも1歳早いが、それ以降の昇進に差異はない。高卒採用であっても試験選抜により本科研修を受けた者は大卒程度と同等の処遇とされ、これらの職員の処遇が進んでいるためである。本科又は専科の第1選抜組が財務省主税局や国税庁にて税法の立法担当、国会対応、人事管理、組織運営等の管理部門を担っていくこととなる。また、特徴として警察同様、監察部門が重視される。国税庁監察官は出世コースである。
35歳 - 40歳（国税専門官の場合、採用後概ね11 - 15年）のうちに上席国税調査（徴収）官（国税局係長・税務署課長補佐クラス）にはなるが、過去に懲戒処分を受けていたり、病気・その他指導力が著しく欠ける者などが調査官・徴収官のまま据え置かれる。30代以降の役職、待遇は能力及び本人の希望に応じて適材適所に配置されることとなり、同じ国税専門官採用であっても、多くの者が管理職ではない上席国税調査（徴収）官のまま退職する中、立身出世し国税局長や国税不服審判所長、税務署長、国税局の部・課長として退職する者もいる。
税務職員（税務職）は職務の専門性や職務遂行の困難性を理由に、一般公務員（行政職）に比べて1割近く高い給料が適用されている。

## 国税専門官と公認会計士試験
国税局における税務調査の業務は公認会計士資格取得のための実務経験（業務補助等）に該当する。それゆえ、多くの公認会計士試験受験生が国税専門官採用試験（税務職員採用試験も同様）を受験している。